# Karvakrol
| Karvakrol |                              |
| Karvakrol |                              |
| \| \| \| |                              |
| IUPAC-név | 2-metil-5-(1-metiletil)fenol |
| Kémiai azonosítók                                                                                               |                              |
| CAS-szám | 499-75-2                     |
| PubChem | 10364                        |
| ChemSpider | 21105867                     |
| EINECS-szám | 207-889-6                    |
| DrugBank | DB16404                      |
| KEGG | C09840                       |
| ChEBI | 3440                         |
| SMILES | CC1=C(C=C(C=C1)C(C)C)O       |
| InChIKey | RECUKUPTGUEGMW-UHFFFAOYSA-N  |
| Beilstein | 1860514                      |
| UNII | 9B1J4V995Q                   |
| ChEMBL | CHEMBL281202                 |
| Kémiai és fizikai tulajdonságok                                                                                 |                              |
| Kémiai képlet                                                                                                   | C10H14O                      |
| Moláris tömeg                                                                                                   | 150,22 g/mol                 |
| Sűrűség | 0,9772 g/cm³ 20 °C-on        |
| Olvadáspont | ~0 °C                        |
| Forráspont | 236-237 °C                   |
| Veszélyek |                              |
| EU osztályozás                                                                                                  | Ártalmas (Xn)                |
| R mondatok | R22, R36/38                  |
| S mondatok | S26                          |
| Ha másként nem jelöljük, az adatok az anyag standardállapotára (100 kPa) és 25 °C-os hőmérsékletre vonatkoznak. |                              |
| |                              |

A karvakrol (angolul carvacrol vagy cymophenol), C6H3CH3(OH)(C3H7) terpénvegyület, fenolszármazék, szerkezete a cimol szerkezetéből levezethető. A timol konstitúciós izomerje. 1841-ben fedezték fel a karvon izomerizálása során.

## Előfordulása
A természetben az oregánó vagy szurokfű (Origanum vulgare) illóolajában található nagy mennyiségben. A szurokfű 2–5%-ban, az oregánóolaj 40–70%-ban tartalmazhat karvakrolt.[forrás?] Előfordul még a kakukkfűolajban, a majoránnaolajban, a bergamottolajban[forrás?] és a fűszerkömény (Carum carvi) illóolajában is (a növény latin nevéből származik a karvakrol név).

## Tulajdonságai
Tisztán és standardállapotban színtelen, a timolra emlékeztetően fűszeres illatú, csípős ízű folyadék. Levegővel érintkezve könnyen megsárgul és gyantásodik az autooxidáció és a polimerizáció következtében. Vízben nem, de alkoholban és éterben jól oldódik.
Erős antibakteriális és antifungális tulajdonságokkal rendelkezik.

## Felhasználása
Szerves kémiai szintézisekben kiindulási anyagként, valamint fertőtlenítőszerként használják. A fenolnál hatékonyabb fertőtlenítőszer, és kevésbé mérgező a hatása az emberi szervezetre.

## Előállítása
Cimolból előállítható.